# 段正明
段 正明（だん せいめい）は、大理国（前大理）の第14代王。
大理興宗段思廉の孫として生まれる。段廉正の子。1081年、高智昇と高昇泰父子により上明帝が退位した後に擁立された。1094年には、それまで大理国の実権を掌握していた高昇泰が段正明を廃位し、自らが王を自称して、大中国を建国した。段正明は僧になったと伝えられる。